# Port lotniczy Ranchi
Port lotniczy Ranchi (IATA: IXR, ICAO: VERC) – port lotniczy położony w Ranchi, w stanie Jharkhand, w Indiach. Jest zarządzany przez Airports Authority of India. Znajduje się w miejscowości Hinoo, około 7 km od centrum miasta. Według AAI, około 200 tys. pasażerów korzysta z lotniska co roku, stając się jednym z najszybciej rozwijających się lotnisk w kraju.

## Linie lotnicze i połączenia
- Indian Airlines (Delhi, Bombaj)
- Kingfisher Airlines (Delhi, Kalkuta, Bombaj, Patna)
- MDLR Airlines (Delhi, Jamshedpur)